# آلن میدلبرو
آلن میدلبرو (انگلیسی: Alan Middlebrough؛ ۴ دسامبر ۱۹۲۵ – February 2004 (aged 78)) بازیکن فوتبال بود.
از باشگاه‌هایی که در آن بازی کرده‌است می‌توان به باشگاه فوتبال بولتون واندررز اشاره کرد.